# Сераваї
Сераваї (індонез. Suku Serawai) — народ в Індонезії, на острові Суматра.

## Розселення і чисельність
Більшість живе на півдні провінції Бенгкулу, в округах Селума та Південне Бенгкулу.
Для сераваїв характерним є високий рівень мобільності, у пошуках нового життя вони мігрують в інші райони. Багато їх живе в місті Бенгкулу, а також в округах Кепагіанг, Реджанг-Лебонг, Північне Бенгкулу та ін.
За переписом населення Індонезії 2000 року, чисельність сераваїв у провінції Бенгкулу становила 279 154 особи. Це третя за чисельністю етнічна група провінції, вони становили 17,87 % її населення, поступаючись за цим показником лише яванцям (22,31 %) та реджангам (21,36 %).

## Мова
Сераваї говорять між собою власною мовою, яка вважається діалектом центрально-малайської (середньосуматранської) мови. Центрально-малайська мова поширена в провінції Південна Суматра, а також сусідніх районах провінції Лампунг і на півдні Бенгкулу. Її діалектами, крім сераваїв, користуються пасемахи, огани, семендо, лінтанги, еніми, кикіми, лематанги, кісами, рамбанги та інші споріднені народи.
Мова сераваїв має 2 діалекти: тало на півночі (в окрузі Селума) та манна на півдні (в окрузі Південне Бенгкулу). Межа між ними проходить через село Пеканмарас (індонез. Pekan Maras), розташоване приблизно за 119 км на південь від міста Бенгкулу.
7 кланів серавайських кланів використовують діалект тало: анделас, аїр-перікан, нгалам, селума, улу-тало, ілір-тало та семінданг-алас. Інші 8 кланів говорять діалектом манна: улу-манна-улу, улу-манна-ілір, танджунг-рая, анак-ґумай, пасар-манна, туджу-панчуран, анак-лубук-сирі, анак-дусун-тінґі). Ще один серавайський клан кедуранг користується діалектом пасемахів.

## Релігія
89 % сераваїв дотримується ісламу, 3 % становлять християни, 8 % — прибічники традиційних вірувань.
Поряд із мусульманською релігією продовжують практикувати анімістичні ритуали. Серед них традиційна церемонія заснування нового села (мембасуа-дусун), ряд церемоній, пов'язаних із землеробством: мендунданг (миють насіння рису перед його посадкою), нуруні (зав'язують стебла рису у снопи під час його збирання) та ін. Люди бояться масумая, лютого тигра, який може приймати людську подобу, спочатку притягуючи, а потім вбиваючи своїх жертв.

## Історія
Немає жодного написаного джерела про походження сераваїв. Існують лише усні перекази старих людей, що містять багато легендарних і міфічних оповідань. За місцевою традицією предками сераваїв були серунтинг-мілкі. Деякі кажуть, що вони були вихідцями з Аравійського півострова, а в Бенгкулу вони прийшли з Маджапагіту, що на Яві. Правитель цієї середньовічної країни призначив тут для них місце проживання. Інша, вже зовсім міфічна версія, говорить, що серунтинг-мілкі прийшли з неба, вони впали на землю, не пройшовши через утробу матері.
У старій гробниці в районі Тало (округ Селума) був знайдений давній напис на корі, виконаний з використанням знаків, що нагадують старовинні арабські літери. На жаль, спеціалісти поки що не змогли їх прочитати.

## Господарство
Традиційним заняттям сераваїв є землеробство, основною продовольчою культурою є рис. Для зрошування використовують дощову воду або воду із річок, що протікають біля полів. Поширене також плантаційне господарство, вирощують каву, гвоздику, перець, цукрову тростину, кокосову пальму, ротанг, каучук. Для власних потреб вирощують фрукти та овочі, розводять худобу.
Південь Бенгкулу вважається депресивним в економічному плані регіоном. Коли сільськогосподарські угіддя виснажуються, люди намагаються продовжувати землеробство в інших районах. Переселення не обмежуються серавайськими етнічними землями. Останнім часом багато сераваїв переїхало до Північного Бенкулу в пошуках більших полів з кращими умовами зрошування. Часто на нових землях вони засновують кавові плантації або наймаються на роботу на вже існуючих.
Все більше серавайських сіл спеціалізується на рибництві. Багато сераваїв працюють також торговцями, державними службовцями, вчителями, військовими, будівельниками.

## Поселення
Серавайські села, як правило, складаються з компактної групи хат, розташованих уздовж дороги або берега річки. Люди живуть у дерев'яних хатах на палях, критих сухим листям. Простір під будинком використовується для зберігання продуктів та реманенту або для утримання худоби. На даху кожна хата має зображення сонця.
Традиційно сераваї не ставлять свої хати навпроти хати брата або сестри.

## Суспільство
Сераваї поділяються на родові групи (клани).
Походження відслідковується як за батьківською, так і за материнською лінією. Визначення місця, де подружжя житиме після вкладання шлюбу, залежить від формальної угоди (куло) між подружньою парою та родинами молодих.
Серевайські райони відзначаються низьким рівнем злочинності. 

## Мистецтво
Традиційні музичні інструменти: келінтанг, ребана (бубон), ребаб, сулінг (індонезійська флейта), генданг (індонезійський барабан) та ін. Під звуки цих інструментів виконують народні танці лелаван, кебаньякан, данг-кумбанг, арі-мабук, лаґу-дуо, тарі-педанг та ін. Популярним є мистецтво діалогу між молодими людьми, що зветься береджунг. 